# Либеральный альянс (Дания)
Либеральный альянс (ЛА) (произношение [libəˈʁɑˀl aliˈɑŋsə] на датском языке) — классическая либеральная и праволибертарианская политическая партия в Дании.
Партия является членом правоцентристского блока в датской политике. Платформа партии основана на экономическом либерализме, поощрении снижения налогов и сокращения программ социального обеспечения, а также критической, оппозиционной позиции по отношению к европейской интеграции.
С ноября 2016 года по июнь 2019 года Либеральный альянс (I) входил в состав трёхпартийного коалиционного правительства вместе с Либеральной партией (дат. Venstre) и Консервативной народной партией (дат. Det Konservative Folkeparti). По итогам всеобщих выборов 2022 года партия в настоящее время занимает 14 мест.

## История

### 2007—2009: Новый альянс
Партия была основана как Новый альянс (дат. Ny Alliance) 7 мая 2007 года депутатом парламента Насером Хадером, евродепутатом Андерсом Самуэльсеном от Социал-либеральной партии и Гитте Сиберг, евродепутатом от Консервативной народной партии. Партия поддержала правительство Венстре и Консервативную народную партию, также поддержанное Датской народной партией. Чтобы соответствовать датскому избирательному законодательству и иметь возможность выставить свою кандидатуру на выборах, «Новый альянс» должен был собрать 19 185 подписей своих сторонников на специальных бланках, что эквивалентно одному парламентскому месту в фолькетинге. Каждый заполненный бланк должен был быть заверен в отделах записи актов гражданского состояния муниципалитетов, после чего все вместе передавались в Министерство внутренних дел. Хотя «Новый альянс» не занял никакой позиции по этому предложению, миноритарная партия «Демократы центра» предложила «Новому альянсу» выдвинуть кандидатов по своим спискам в случае, если выборы будут назначены до того, как «Новый альянс» завершит процесс выдвижения.
Так, 12 мая 2007 года в Хорсенсе трем ведущим деятелям партии удалось собрать более 2000 подписей за один день. 21 мая партия сообщила, что прошла половину пути, собрав 10 000 подписей при необходимом количестве 19 185 (1/175 голосов, поданных на последних всеобщих выборах). Партия завершила процесс выдвижения 29 июня: после сдачи 21 516 необходимых подписей она была включена в список партий, имеющих право баллотироваться в фолькетинг, и получила партийную букву Y. Сразу же после своего создания Новый альянс получил приток членов. Уже через день после объявления о создании партии на сайте партии зарегистрировалось более 12 000 человек. Три дня спустя зарегистрировались уже 16 000, а 8000 из них заплатили членские взносы.
30 августа 2007 года партия публично представила политическую программу. Некоторые пункты этой программы включали в себя более длительное обязательное посещение школы, с бесплатным питанием и помощью в выполнении домашних заданий; европейский план Маршалла для Ближнего Востока; увеличение иностранной помощи до 1 % ВВП; повышенное внимание к профилактике в здравоохранении, со снижением цен на здоровые продукты питания; и исчерпывающая реформа, связанная с иммиграцией и политикой предоставления убежища. На всеобщих выборах 2007 года, состоявшихся 13 ноября 2007 года, партия набрала 2,8 % голосов, получив 5 из 179 мест в датском парламенте.

### 2008—2019: Ребрендинг и руководство Самуэльсена
29 января 2008 года член-основатель партии Гитте Сиберг вышла из партии в знак протеста против статуса партии как правой, что противоречило ее собственному желанию создать центристскую партию с целью ослабления влияния Датской народной партии. 5 февраля 2008 года Малу Аамунд, еще один член парламента от партии, вышел из партии и присоединился к правящей партии Венстре. 24 июня 2008 года Йорген Поульсен был исключен из парламентской группы Либерального альянса, но не из самой партии. Под новым руководством Андерса Самуэльсена позиция партии сместилась вправо, поддерживая экономический либерализм и праволибертарианскую политику. 27 августа 2008 года партия сменила название на Либеральный альянс.
1 сентября 2008 года партия вновь получила третий мандат в парламенте, поскольку Гитте Сиберг была назначена генеральным секретарем датского отделения Всемирного фонда дикой природы (WWF). Её мандат был передан бывшему заместителю мэра Слагельсе Виллуму Кристенсену. 5 января 2009 года член-основатель и лидер партии Насер Хадер покинул партию, сославшись на то, что больше не верит в неё. В то время планировалось, что Андерс Самуэльсен возглавит партию в конце этого месяца. В тот же день Виллум Кристенсен выразил сомнение в своём будущем в партии. После ухода Хадера в 2009 году был выпущен документальный фильм под названием Dagbog fra midten («Дневник из центра») документирующий основание партии и ее окончательный крах, со сценами, показывающими внутренние разногласия между ведущими членами партии. В конечном итоге Хадер присоединился к консерваторам, которых он представлял в качестве члена парламента в 2009—2011 и 2015—2021 годах, а в 2022 году после периода независимости навсегда ушел из политики.
На выборах в Европейский парламент в 2009 году партия набрала 0,6 % голосов, в результате чего осталась без представительства в Европейском парламенте. На всеобщих выборах 2011 года, состоявшихся 15 сентября 2011 года, партия получила 5,0 % голосов и 9 мест. Когда в июне 2011 года Малу Аамунд вышла из состава Фолькетинга, ее заменил профессор Нильс Хёйби, который занял место в Либеральном альянсе, получив их контингент в количестве четырех человек. На выборах в Европейский парламент в 2014 году Либеральный альянс получил 2,9 % голосов, вновь не сумев провести ни одного евродепутата.
На всеобщих выборах 2015 года, состоявшихся 18 июня 2015 года, партия получила 7,5 % голосов и 13 мест в Фолькетинге. В своём самом успешном избирательном округе, муниципалитете Гентофте, богатом пригороде Копенгагена, она даже набрала 17,5 %, в то время как на острове Борнхольм её доля голосов составила всего 4 %. Первоначально партия не участвовала в кабинете меньшинства Ларса Лёкке Расмуссена, но оказала правительству парламентскую поддержку.

#### Участие в третьем правительстве Лёкке
В конце ноября 2016 года она вошла в состав трехпартийного правоцентристского коалиционного правительства вместе с Венстре и Консервативной народной партией в третьем правительстве Лёкке Расмуссена. Лидер партии Андерс Самуэльсен был назначен министром иностранных дел, а Симон Эмиль Аммитсболл-Билле занял пост министра экономики и внутренних дел. Дополнительными членами кабинета Либерального альянса стали Мерете Риисагер (министр образования), Метте Бок (министр культуры), Оле Бирк Олесен (министр транспорта) и Тира Франк (министр по делам пенсионеров).
На всеобщих выборах 2019 года, состоявшихся 5 июня 2019 года, партия набрала 2,3 % голосов, потеряв 9 из 13 мест в фолькетинге. В то же время лидер партии Андерс Самуэльсен не смог переизбраться, что привело к его отставке.

### 2019 — настоящее время: Лидерство Ванопслаха
9 июня 2019 года Алекс Ванопслаг стал новым лидером Либерального альянса, а 23 октября депутат Симон Эмиль Аммитсболл-Билле покинул ЛА, объяснив это политическими разногласиями. На местных выборах 2021 года ЛА получила первого в своей истории мэра: кандидат от ЛА Эмиль Блюхер стал мэром муниципалитета Сольрёд. Во время избирательной кампании на всеобщих выборах 2022 года партия провела кампанию под названием Du kan godt, что в переводе означает «Ты можешь» или «Да, ты можешь». Кроме того, Ванопслагу удалось привлечь большое количество подписчиков на платформе социальных сетей TikTok, особенно среди молодых избирателей. На этих выборах партия получила свой лучший результат за всю историю, получив 7,9 %, что соответствует 14 местам, и стала пятой по величине партией в фолькетинге наряду с Датскими демократами. После формирования правительства ЛА в настоящее время находится в оппозиции.

## Идеология и платформа
Находясь в правоцентристской и правой частях политического спектра, Либеральный альянс в идеологии характеризуется как либеральный, классический либеральный, либертарианский, и праволибертарианский.
Первоначальный Новый альянс считал себя центристской партией, «взявшей лучшие ценности социального либерализма и социального консерватизма». Используя эти два термина, Новый альянс позиционировал себя равноудаленным между бывшими партиями трех членов-основателей. Социальный либерализм — это официальная идеология Датской социал-либеральной партии, в то время как социальный консерватизм — это термин, который иногда используют члены Консервативной народной партии, подчеркивающие поддержку общества благосостояния, как, например, соучредитель Либерального альянса Гитте Сиберг. В первые дни существования партии ее обвиняли в популизме или персонализме, в отсутствии позиций по многим вопросам и в том, что она основывалась на популярности Насера Хадера. После ухода Гитте Сиберг из партии, из ее состава была исключена часть «социального консерватизма», а название партии было изменено на «Либеральный альянс». Однако между двумя оставшимися основателями все еще существовали значительные идеологические разногласия, и только после того, как Насера Хадера заменил Андерс Самуэльсен, партия приобрела более классическую либеральную идентичность. Партия предложила обширные экономические либеральные реформы, включая налоговую реформу, заменившую прогрессивный подоходный налог на единый подоходный налог в 40 %, снижение вдвое ставок налога на прибыль корпораций, введение платы за пользование услугами здравоохранения, отмену схем досрочного выхода на пенсию и переоценку всех получателей пособий по инвалидности.
В 2011 году партия выступила против вступления Дании в пакт «Евро плюс» и продолжает выступать против вступления Дании в еврозону. В вопросе о членстве в Европейском Союзе партия выступает за радикально обновленный Европейский Союз, основанный на свободной торговле, а в 2022 году призвала к «сокращению» ЕС, основанного исключительно на экономическом партнерстве, при восстановлении политического суверенитета от Брюсселя к национальным парламентам. Отдельные политики Либерального альянса и его молодежного крыла поддерживают выход Дании из ЕС (Danexit), но при этом оставаясь в едином рынке. Либеральный альянс — единственная партия в Дании, которая поддерживает ядерную энергетику. В 2009 году партия проголосовала против субсидий на экологическую модернизацию без значительного снижения налогов. В 2011 году «Красно-зеленый альянс» и Либеральный альянс были единственными партиями, члены парламента которых поддержали идею уравнивания пенсионного возраста членов парламента с остальной частью страны.
Либеральный альянс поддержал права однополых пар на заключение брака и усыновление детей, способствуя принятию закона по обоим этим вопросам. Партия выступала против повторного введения пограничного контроля в 2011 году и поддержала его отмену позднее в том же году. Она поддерживает отмену запрета на владение иностранцами домами для отдыха в Дании. 30 августа 2011 года, получив поддержку 5,0 % избирателей, Симон Эмиль Аммитсбёлль-Билле заявил в эфире Датского радио, что голос за Либеральный альянс — это голос за бесплатный гашиш. После этого заявления поддержка избирателей возросла до 7,5 %. В парламенте партия поддержала снижение платы за регистрацию транспортных средств.

## Организация

### Финансирование
Партия получила пожертвования от инвестиционного банка Saxo Bank (500 000 датских крон) и бизнесмена Ларса Колинда (100 000 крон). По состоянию на 22 мая 2007 года в партии было семь оплачиваемых сотрудников и несколько добровольцев. Партия объявила, что не будет нанимать дополнительных сотрудников, пока не получит больше средств.

### Молодежь Либерального альянса

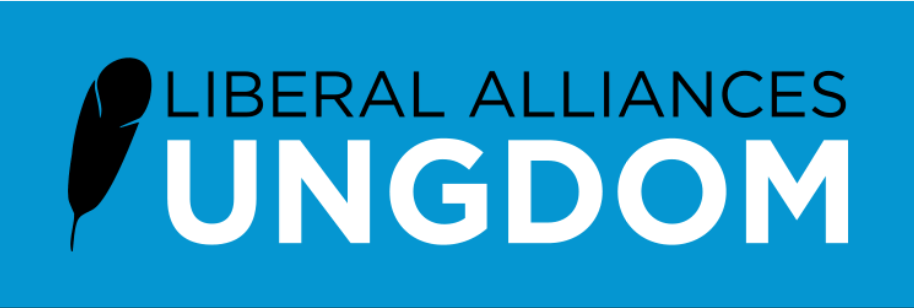
Логотип Молодёжного либерального альянса

23 февраля 2008 года было сформировано молодежное крыло партии в составе 21 человека под названием Молодой альянс (дат. Ung Alliance). Когда партия изменила свое название на Либеральный альянс, молодежное отделение вслед за ней переименовалось в Молодёжный либеральный альянс (Liberal Alliances Ungdom), нынешним председателем которого является Симон Фендинге Ольсен.

### Членство в Европейском парламенте
На момент создания партии в нее вступили два евродепутата. После ухода евродепутатов Гитте Сиберг и Андерса Самуэльсена консерваторы и Датская социал-либеральная партия фактически остались без представительства в Европарламенте. Эти два евродепутата все же остались в своих парламентских группах (EPP-ED и ALDE, соответственно). Оба они вышли из состава Европейского парламента после избрания в парламент Дании в ноябре 2007 года. Либеральный альянс объявил, что присоединится к группе ALDE после будущих выборов в Европейский парламент. Однако партия не смогла добиться представительства в Европарламенте на выборах в Европарламент в 2009 и 2014 годах.

## Лидеры
С момента основания партии у нее были следующие лидеры:
| Номер | Портрет | Лидер             | Вступил в должность | Покинул пост  | Срок пребывания в должности | Примечания |
| ----- | ------- | ----------------- | ------------------- | ------------- | --------------------------- | ---------- |
| 1     |         | Насер Хадер       | 7 мая 2007          | 5 января 2009 | 1 год, 243 дня              | [ 70 ]     |
| 2     |         | Андерс Самуэльсен | 5 января 2009       | 6 июня 2019   | 10 лет, 152 дня             | [ 71 ]     |
| 3     |         | Алекс Ванопслаг   | 9 июня 2019         | Действующий   | 6 года                      | [ 72 ]     |

## Участие в правительстве
- 2016—2019 гг. с Венстре (V) и Консервативной народной партией (C)

## Результаты выборов

### Парламент
| Выборы | Голоса  | %         | Места     | +/-  | Правительство                 |
| ------ | ------- | --------- | --------- | ---- | ----------------------------- |
| 2007   | 97 295  | 2,8 (#7)  | 5 из 179  | ▲ 5  | Оппозиция                     |
| 2011   | 176 585 | 5,0 (#7)  | 9 из 179  | ▲ 4  | Оппозиция                     |
| 2015   | 265 129 | 7,5 (#5)  | 13 из 179 | ▲ 4  | Внешняя поддержка (2015–2016) |
| 2015   | 265 129 | 7,5 (#5)  | 13 из 179 | ▲ 4  | Коалиция (2016–2019)          |
| 2019   | 82 228  | 2,3 (#10) | 4 из 179  | ▼ 9  | Оппозиция                     |
| 2022   | 278 656 | 7,9 (#6)  | 14 из 179 | ▲ 10 | Оппозиция                     |

### Местные выборы
| Год  | Места      | Места |
| Год  | #          | ±     |
| ---- | ---------- | ----- |
| 2009 | 1 из 2468  | Новая |
| 2013 | 33 из 2444 | ▲ 32  |
| 2017 | 28 из 2432 | ▼ 5   |
| 2021 | 9 из 2436  | ▼ 19  |

| Год  | Места    | Места |
| Год  | #        | ±     |
| ---- | -------- | ----- |
| 2009 | 0 из 205 | Новая |
| 2013 | 5 из 205 | ▲ 5   |
| 2017 | 5 из 205 | ▬ 0   |
| 2021 | 0 из 205 | ▼ 5   |

| Год  | Места   | Места |
| Год  | No.     | ±     |
| ---- | ------- | ----- |
| 2009 | 0 из 98 | ▬ 0   |
| 2013 | 0 из 98 | ▬ 0   |
| 2017 | 0 из 98 | ▬ 0   |
| 2021 | 1 из 98 | ▲ 1   |

### Европейский парламент
| Год  | Группа | Голоса    | %        | Места   | +/-   |
| ---- | ------ | --------- | -------- | ------- | ----- |
| 2009 |        | 13 796    | 5,6 (#9) | 0 из 13 | Новая |
| 2014 | 65 480 | 2,9 (#8)  | 0 из 13  | ▬ 0     |       |
| 2019 | 60 693 | 2,2 (#10) | 0 из 14  | ▬ 0     |       |

## Избранные представители

### Парламент
С момента своего образования партия избрала тридцать членов парламента, в частности, следующих:
- Malou Aamund (2007—2008)
- Simon Emil Ammitzbøll-Bille (2009—2019)
- Carsten Bach (2015—2019, 2022-present)
- Mette Bock (2011—2019)
- May-Britt Buch-Kattrup (2015—2019)
- Villum Christensen (2008—2019)
- Henrik Dahl (2015-present)
- Christina Egelund (2015—2019)
- Thyra Frank (2011—2015)
- Niels Høiby (2011)
- Naser Khader (2007—2009)
- Laura Lindahl (2015—2019)
- Leif Mikkelsen (2011—2019)
- Ole Birk Olesen (2011-present)
- Joachim Olsen (2011—2019)
- Jørgen Poulsen (2007—2008)
- Merete Riisager (2011—2019)
- Anders Samuelsen (2007—2019)
- Gitte Seeberg (2007—2008)
- Alex Vanopslagh (2019-present)
- Sólbjørg Jakobsen (2022-present)
- Lars-Christian Brask (2022-present)
- Katrine Daugaard (2022-present)
- Steffen Frølund (2022-present)
- Alexander Ryle (2022-present)
- Jens Meilvang (2022-present)
- Steffen Larsen (2022-present)
- Helena Artmann Andresen (2022-present)
- Louise Brown (2022-present)
- Sandra Elisabeth Skalvig (2022-present)

## Прежние логотипы

2011–2016
2016–2019